# St. Jakobus (Lülsdorf)

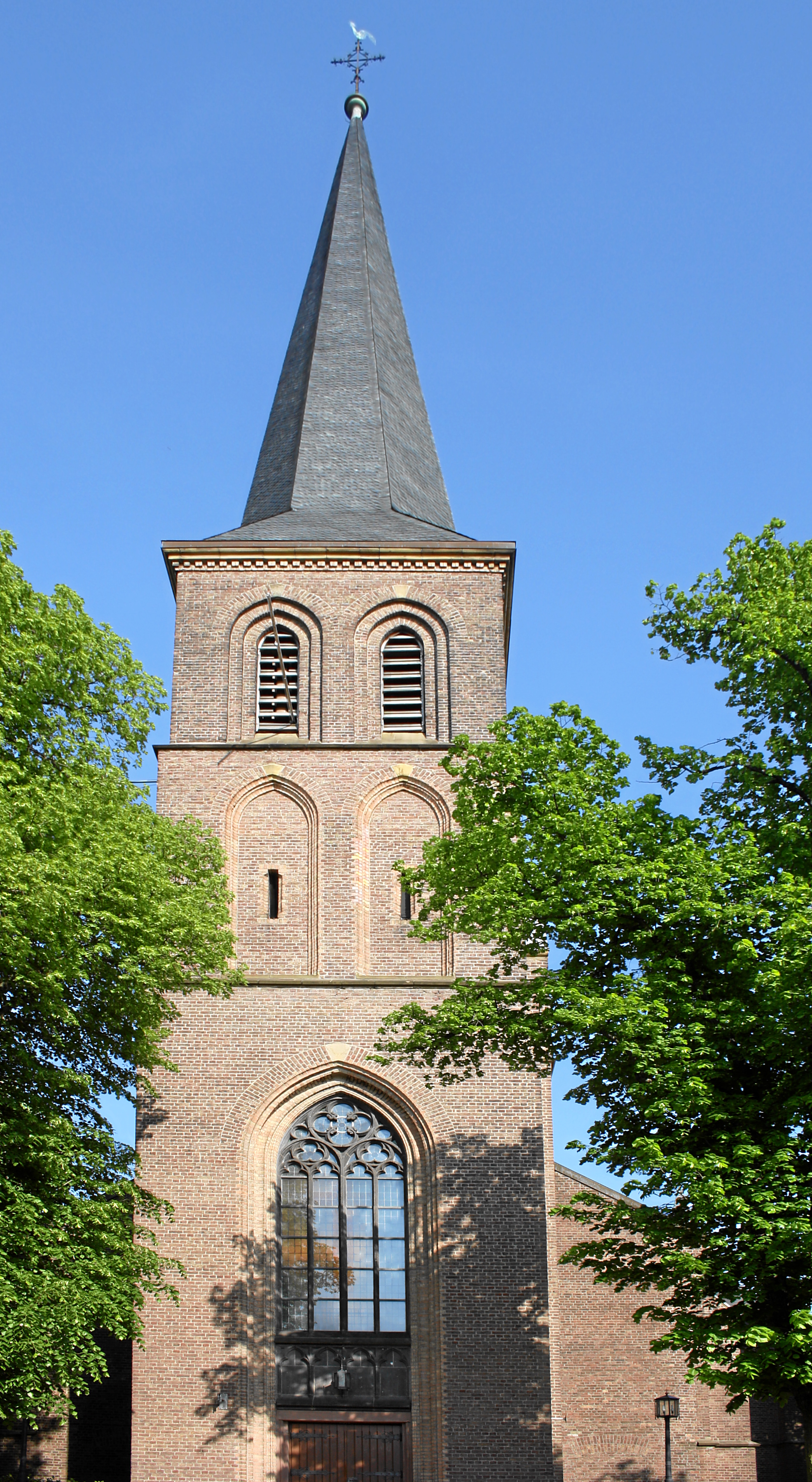

St. Jakobus ist die katholische Pfarrkirche des Niederkasseler Ortsteils Lülsdorf.

## Geschichte
Die erste Kirche in Lülsdorf wird wohl eine dem Heiligen Pankratius geweihte Eigenkirche eines fränkischen Herrenhofes gewesen sein. Zwischen 700 und 800 wird über deren Neubau berichtet. Die Pfarrstelle durfte der Propst des Kölner Domkapitels besetzen. Um 1100 wurde ein Neubau errichtet, dessen Patrozinium nach einer Urkunde aus dem Jahre 1598 das des Heiligen Martin von Tours war. Erst danach wurde der Apostel Jakobus der Ältere zum Schutzherrn der Kirche. Dies dürfte wohl mit den seit dem 17. Jahrhundert wieder aufgekommenen Interesse an den Wallfahrten zum Grab des Heiligen in Santiago de Compostela zusammenhängen. Dort erworbene Reliquien werden seitdem in Lülsdorf verehrt. Von dieser Kirche steht noch der romanische Alte Turm, heute als Städtische Galerie kulturell genutzt.

## Baugeschichte
1850 richtete der Pfarrer Scheurer ein erstes Schreiben an den Generalvikar, in dem er auf die Notwendigkeit eines Neubaus hinwies. Aber erst 1877 konnte mit dem Brennen von Feldbrandsteinen vor Ort begonnen werden. Der Grundstein wurde 1878 gelegt und der Bau nach Plänen und unter der Bauaufsicht von Dombaumeister Heinrich Wiethase. Der Bau wurde 1880 fertiggestellt, konnte aber wegen des Kulturkampfs erst 1889 geweiht werden.

## Baubeschreibung
Der hohe viereckige Kirchturm mit seiner abgeknickten achtseitigen spitzen Turmspitze mit schmiedeeisernem Kreuz und Wetterhahn dominiert das Gebäude. Er bildet auch den Haupteingang. Über ihm geht das Portal in ein bis zur First-Höhe reichendes spitzbogiges Glasfenster mit Drei- und Vierpässen über. Die folgenden Geschosse verjüngen sich jeweils ein wenig. das erste hat Blendfenster mit einem schmalen Sichtspalt. Die Glockenstube hat je Seite zwei hohe Schalllöcher.

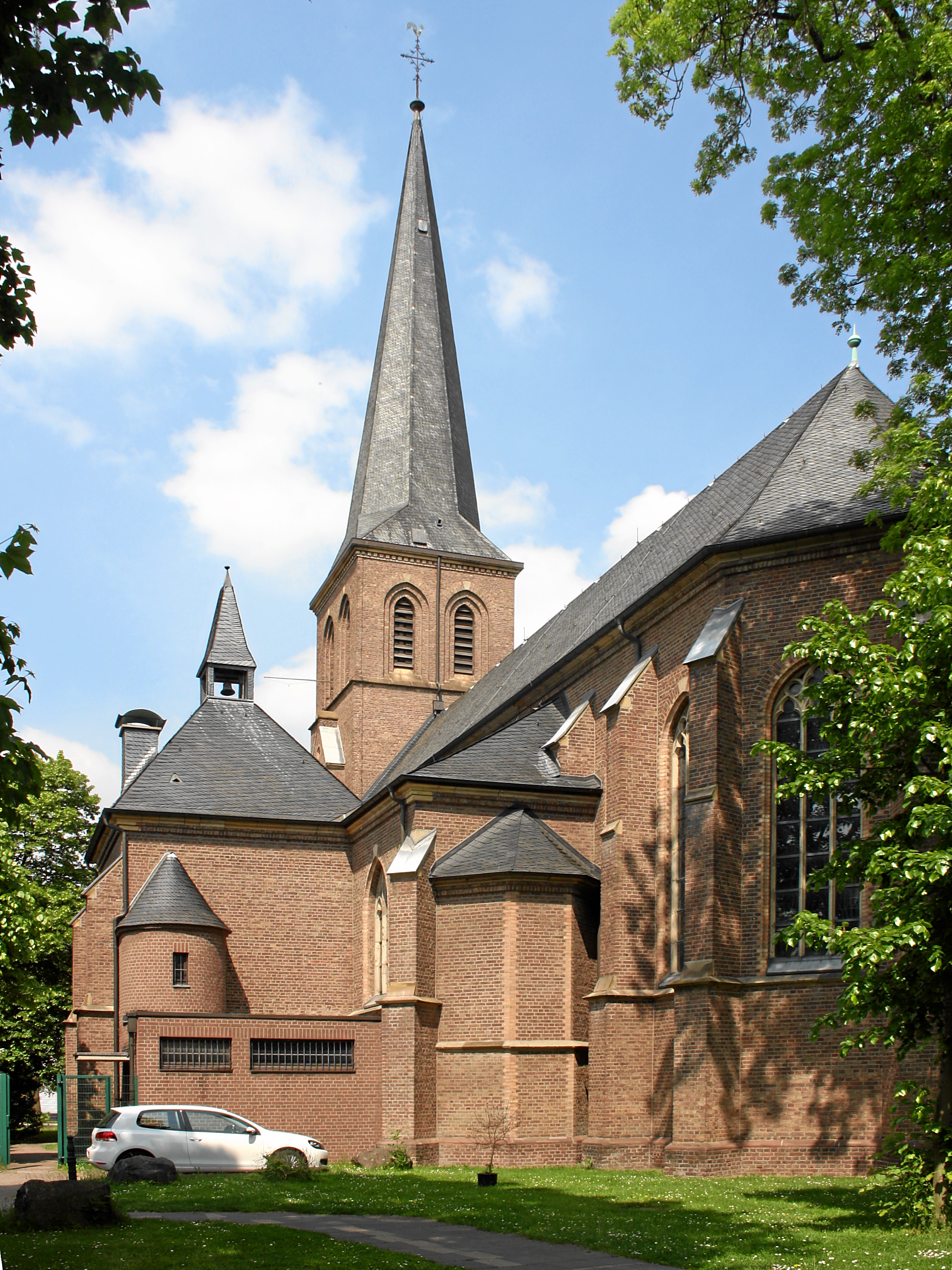
St. Jakobus von Süden mit Sakristei

An den Turm schließt sich das breite Kirchenschiff mit je einem schmalen niedrigen Seitenschiff mit hohen spitzbogigen Fenstern an. Vierfach getreppte Strebepfeiler stützen die Langhaus- und Chorwände. Kräftige Säulen tragen die rechteckigen Kreuzgratgewölbe. Der geostete längliche Chor mit Fächergewölben mit dreiseitigem Abschluss mit drei Fenstern mit gegenständlicher Malerei ist durch einen profilierten Spitzbogen abgesetzt. In den in Spitzbogennischen endenden Seitenschiffen befinden sich Altäre, im südlichen der sogenannte Benefiziumsaltar, der der heiligen Dreifaltigkeit und allen Heiligen gewidmet ist, stammt aus dem 19. Jahrhundert, geht aber auf eine Stiftung des Herren und Vogts von Lülsdorf aus dem 15. Jahrhundert zurück. Gebets- und Stiftungsverpflichtungen werden heute noch befolgt und aus dem Stiftungsgut finanziert. In die Seitenwand des nördlichen Schiffes ist eine Nische eingelassen für ein Reliquiar und eine Figur des Patrons. An die Südseite des Gebäudes ist eine viereckige stattliche zweistöckige Sakristei mit Zeltdach und Dachreiter mit Glöckchen angebaut. Sie war früher zum Kirchenschiff offen und diente als Loge für besondere Gemeindeglieder. Dies wurde nach dem Krieg nicht wiederhergestellt. Rechts vom Kirchturm war eine Kapelle angebaut mit seitlichen Außeneingang, die nach Kriegszerstörung nicht wieder aufgebaut wurde. Weitere Kriegsschäden betrafen den Chor. Der Chor wurde beim Wiederaufbau höher gelegt und der Altar aus Teilen des zuvor zerstörten Altars vorgezogen.

## Ausstattung

### Orgel

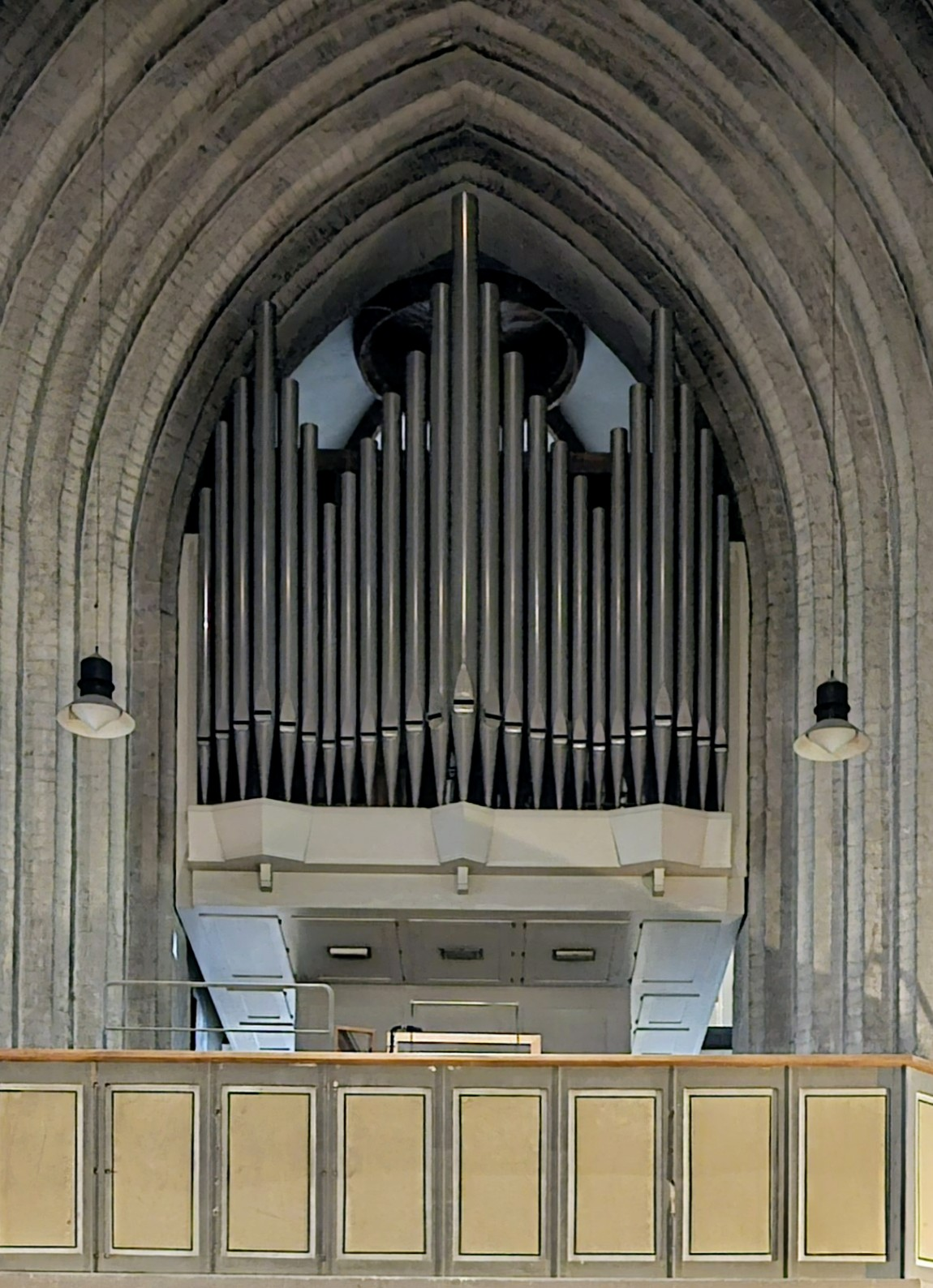
Orgel

1851 erhielt die Kirche ihre erste nachweisbare Orgel, die 1893 an die Kapellengemeinde in Eudenbach verkauft wurde. Nähere Einzelheiten zum zweiten Lülsdorfer Instrument von 1893 sind – außer dem Anschaffungspreis von 1300 Mark – nicht bekannt. 1928/1929 erstellte die Werkstatt Klais unter Übernahme von Material aus der Vorgängerorgel eine neue Orgel (Opus 707). Diese hatte ursprünglich pneumatische Trakturen. 1975 wurde das Instrument durch die Werkstatt Klais grundlegend überarbeitet (Opus 1499): Die Trakturen wurden elektrifiziert, ein neuer freistehender Spieltisch wurde gebaut und es wurden neue Prospektpfeifen eingesetzt. Im zweiten Manual trat an die Stelle einer Vox coelestis 8′ ein Prinzipal 4′, sonst wurde die Disposition belassen. 2005 wurde die Orgel generalüberholt. Eine Windabschwächung (Zartbaß) nicht mitgerechnet, verfügt sie über 21 Register auf zwei Manualen und Pedal. Die Disposition lautet:
| I Hauptwerk C–g3 |     |
| Bordun           | 16′ |
| Principal        | 8′  |
| Offenflöte       | 8′  |
| Dulciana         | 8′  |
| Oktave           | 4′  |
| Rohrflöte        | 4′  |
| Mixtur IV        |     |
| Trompete         | 8′  |

| II Positiv (SW) C–g3 |    |
| Geigend Principal    | 8′ |
| Bordunalflöte        | 8′ |
| Salicional           | 8′ |
| Vox coelestis        | 8′ |
| Querflöte            | 4′ |
| Nachthorn            | 2′ |
| Progressia III-IV    |    |
| Oboe                 | 8′ |
| Tremulant            |    |

| Pedal C–f1    |     |         |
| Principalbass | 16′ |         |
| Subbass       | 16′ |         |
| Zartbass      | 16′ | Abschw. |
| Octavbass     | 8′  |         |
| Choralbass    | 4′  |         |
| Posaune       | 16′ |         |

- Koppeln: II/I, I/P, II/P, Sub II/I, Super II/I, Sub II/II, Super II/II
- Crescendowalze, Setzeranlage, Zungeneinzelabsteller

### Glocken
Glockenweihe war am 21. Juni 1890. Aus dem alten Kirchturm, in dem das Geläut noch bis dahin hing, wurde die Marienglocke (1) übernommen und die Maternusglocke, da verschlissen, umgeschmolzen. Dazu wurden zwei neu Glocken angeschafft. Die Marienglocke (1) wurde 1513 von Johann von Alfter gegossen. Die denkmalwürdige Glocke blieb der Kirche im Zweiten Weltkrieg erhalten. Die drei kleineren Bronzeglocken sind von 1952 aus der Gießerei Feldmann & Marschel.
| Nr. | Name     | Durchmesser (mm) | Masse (kg) | Schlagton (HT-1/16) | Inschrift |
| 1   | Maria    | 1210             | 1100       | e1 +7               | „MARIA HEICEN ICH, IN DE ERE GODS LUDEN ICH, DEN LEVENTICHEN ROFEN ICH, DIE DODEN BECLAGEN ICH, DEN BUECEN GEICT VERDRIVEN ICH. MCCCCCXIII, JOAN VAN ALFTER GUS MICH.“ |
| 2   | Apostel  | 1070             | 760        | fis1 +3             | „In alle Welt hinaus geht der Schall der Apostel. Ich heiße Jakob, ihrem Beispiel folgend.“ (Übersetzung)                                                              |
| 3   | Matthäus | 940              | 510        | gis1 +4             | „Mathaeus ist mein Name. Sein Lob trage ich zu Gott. Die meiner Stimme folgen, werden im Leben selig sein, im Sterben die Erben(?) des Himmels.“ (Übersetzung)         |
| 4   | Josef    | 890              | 420        | a1 +4               | „Zu Ehren des hl. Joseph erklinge ich und zum hl. Joseph rufe ich, Du mögest die Kirche beschützen.“ (Übersetzung)                                                     |